# 羅伯特·佩吉 (士兵)
羅伯特·佩吉（Robert Charles Page ；1920年7月21日 - 1945年7月7日) 是在第二次世界大戰期間的一位澳大利亞籍士兵，隸屬於澳洲Z Special Unit。他在 Operation Jaywick、 Operation Rimau等這兩個行動中，被日軍逮捕。
他的叔叔是 Earle Page。

## 影視文化
在1982年電影至高榮譽 (1982年電影)中，由澳洲演員John Howard飾演他。
以及1989年電影 The Heroes 與1991年電影 Heroes II: The Return ，由Chris Morsley 飾演。